# Anahí Martella
Anahí Martella (Buenos Aires; 20 de septiembre de 1960) es una actriz argentina de origen armenio de destacada trayectoria en cine, teatro y televisión. Es conocida por sus participaciones en series y tiras como El árbol azul, Gasoleros, Floricienta entre otras.

## Biografía
Comenzó su carrera artística en 1979 como actriz de teatro.
Egresó de la Escuela Municipal de Arte Dramàtico en 1981, tuvo entre sus maestros a Agustín Alezzo y Roberto Villanueva.
En televisión participó en numerosas tiras entre las que destacan Rebelde Way y Floricienta, ambas producciones de Cris Morena.

## Televisión
- En el barro (2025) en el papel de Doctora Martínez (Episodio 7)
- Monzón (2019) en el papel de Clelia
- Fronteras (2014)
- El paraíso (2011 - 2012) en el papel de Perla
- Maltratadas (serie de televisión argentina) (2011)
- Romeo y Julieta (2007) en el papel de Perla
- Mujeres asesinas (2006)
- Juanita, la soltera (2006)
- Sin código (2005) en el papel de Reina Mouret.         Madre de Axel.
- Floricienta (2004) en el papel de Amalia[5]
- Padre Coraje (2004) en el papel de Mabel
- Rebelde Way (2002 - 2003) en el papel de Ramona Lassen.        Madre de Guido.
- Campeones de la vida (2000)
- Como vos & yo (1998 - 1999) en el papel de Cristina
- Gasoleros (1998) en el papel de Silvia
- Naranja y media (1997)
- R.R.D.T. (1997)
- Zíngara (1996) - Antonia
- Leandro Leiva, un soñador (1996) en el papel de Dina
- Poliladron (1995) en el papel de Nora Sotelo
- Alta comedia (1994)
- Nano (1994) en el papel de Bernarda
- Con alma de tango (1994)
- Nueve lunas (1994)
- Diosas y reinas (1993)
- El árbol azul (1991) en el papel de Esther de Tacone
- Amigos son los amigos (1990)
- Así son los míos (1989)
- La extraña dama (1989)
- Ella contra mí (1988)
- Pasión y poder (1986 - 1987) en el papel de Gabriela Díaz Napolitano
- Un mundo de muñeca (1986) en el papel de Sor Soledad
- Gente como la gente (1985)
- Buscavidas (1984)
- La sociedad conyugal (1983)
- Mesa de Noticias (1983)

## Cine
- Argentina,1985 (2022) en el papel de la madre de Plaza de Mayo
- 10 palomas (2021) en el papel de la Jueza Saenz Valiente
- Cuando brillan las estrellas(2018) en el papel de la madre de Verónica[6]
- El gato desaparece (2011) en el papel de la voz de la peluquera
- Una cita, una fiesta y un gato negro (2009) en el papel de la madre de López Osorno
- Visitante de invierno (2008) en el papel de Clarisa
- Las mantenidas sin sueños (2007) en el papel de Perla
- El Ratón Pérez (2006) en el papel de Samanta[7]
- Imagining Argentina (2002)
- Felicidades (2000)
- Yepeto (1999) en el papel de una empleada de la facultad
- Evita (1996)
- Los días de junio (1985)

## Premios y nominaciones

### Premios ACE
| Año  | Categoría                       | Obra                           | Resultado |
| ---- | ------------------------------- | ------------------------------ | --------- |
| 2005 | Mejor actriz en espectáculo off | Canto de amor contra la muerte | Ganadora  |

### Premios Estrella de Mar
| Año  | Categoría               | Obra                           | Resultado |
| ---- | ----------------------- | ------------------------------ | --------- |
| 2005 | Mejor actriz            | Canto de amor contra la muerte | Nominada  |
| 2001 | Mejor actriz de reparto | Venecia                        | Nominada  |